# Cubel
Cubel è un comune spagnolo di 210 abitanti situato nella comunità autonoma dell'Aragona.